# Sepiolida
I Sepiolida Fioroni, 1981 sono un ordine di molluschi cefalopodi, strettamente connesso con le seppie. Il taxon è diffuso acque costiere poco profonde, in particolare nell'Oceano Pacifico e nell'Oceano Indiano, ma alcune specie abitano anche l'Oceano Atlantico e il Mar Mediterraneo.

## Descrizione
I Sepiolida hanno un mantello ma non il tipico osso di seppia e possiedono otto braccia e due tentacoli con ventose. Sono molto piccoli (le dimensioni oscillano tra 1 e 8 cm) e possono nuotare usando sia le alette del loro mantello sia la propulsione a getto.

### Bioluminescenza
I Sepiolida hanno un rapporto simbiotico con i batteri bioluminescenti della specie Vibrio fischeri, i quali abitano uno speciale organo luminoso all'interno del mantello del calamaro (fotoforo). Essi ricevono zuccheri e amminoacidi dai Sepiolida. La luce emessa dai batteri nasconde la sagoma dell'animale vista dal basso. Il corpo ha filtri che possono variare la lunghezza d'onda della luce, lenti di diffusione e un riflettore che dirige la luce verso il basso.

## Biologia
Essi si riproducono ripetutamente per tutta la vita. Le femmine depongono le uova in confezioni da 1 a 400, coprendole di sabbia e abbandonandole.

## Tassonomia
Sono riconosciute due famiglie:
- Famiglia Idiosepiidae
- Famiglia Sepiolidae